# 喬·亞戴爾
喬丹·史考特·亞戴爾（英語：Jordon Scott Adell，1999年4月8日—），為美國職棒大聯盟的外野手，目前效力於洛杉磯天使。他在2020年登上大聯盟。

## 職業生涯

### 小聯盟
亞戴爾在2017年大聯盟選秀於第一輪第10順位被天使隊選走。他從亞利桑那聯盟開啟職業生涯，後來升上新人聯盟球隊歐仁貓頭鷹。
2018年，他入選全明星未來之星賽。這年他也從1A一路升上2A。2019年，他受邀參加大聯盟春訓。不過他開季就進入傷兵名單。後來他在小聯盟繳出3成47的打擊率，再一次入選全明星未來之星賽。8月1日，他成功升上3A。
球季結束後，亞戴爾參加了亞利桑那秋季聯盟。10月10日，他獲選美國隊徵召參加2019年世界棒球12強賽。他在那裡繳出打擊率3成94，另敲出3轟與5分打點的成績。

### 洛杉磯天使
2020年
8月4日，亞戴爾登上大聯盟。他在初登板便敲出大聯盟首安。8月29日，他敲出大聯盟首轟。並且在同一天達成雙響砲的成就，最後他的菜鳥球季留下打擊率1成61，敲出3轟與7分打點的成績。

## 外部連結
- 球員資訊和成績在MLB ，ESPN ，Baseball Reference ，Baseball Reference (Minors) ，Fangraphs，The Baseball Cube （英文）